# Léo Ferré
Léo Ferré (Mónaco, 24 de agosto de 1916 – Castellina in Chianti, Itália, 14 de julho de 1993) foi um poeta, anarquista e músico franco-monegasco. Enquanto músico, foi autor, compositor e intérprete de um grande número de canções. Viveu em Mônaco, Paris, assim como no departamento de Lot e na Toscana, onde terminou os seus dias.

## Biografia
Ferré era filho de Joseph Ferré, diretor de pessoal do cassino de Monte Carlo, e de Marie Scotto, costureira de origem italiana. Interessou-se muito cedo pela música. Com apenas sete anos, integra o coro da catedral de Mônaco e aí aprende solfejo e harmonia. Descobre a polifonia ao entrar em contato com as obras de Palestrina e de Tomás Luis de Victoria. Mais tarde, descobre Beethoven, representando um concerto na ópera de Monte Carlo.

## Obras
O elevado nível poético das letras das suas numerosas canções costuma refletir um inconformismo radical de cunho anarquista e a qualidade da música e da interpretação situam-no nos maiores vultos da moderna canção francesa. Autor de duas grandes séries de canções sobre textos de Baudelaire e Louis Aragon, utilizou também poemas de Ronsard, Apollinaire e Arthur Rimbaud, dentre outros.
Apresentam-se as obras por ano da primeira edição:
- Poètes, vos papiers. La Table Ronde, 1956
- La Nuit, feuilleton lyrique. La Table Ronde, 1956
- Jean-Roger Caussimon, Seghers, 1967.
- Il est six heures ici et midi à New York. Gufo del Tramonto, 1974
- Je vous attends. Paul Ide Gallery, Bruxelles, 1981
- Testament phonographe (Textes de chansons & poèmes), Monaco, La Mémoire et la mer, 1982
- Œuvres poétiques, ilustradas por Jacques Pecnard. Editions du Grésivaudan, Grenoble, 1988 .
- Les vieux copains. Lo Païs, Draguignan, 1990.
- La musique souvent me prend… comme l'amour, Monaco, La Mémoire et la mer, 1999
- Je parle à n'importe qui, collection "Les Étoiles", Monaco, La Mémoire et la mer, 2000
- La Méthode, collection "Les Étoiles", Monaco, La Mémoire et la mer, 2000
- La Mauvaise graine, Le Livre de poche, n° 9626, 2000
- Les Noces de Londres, collection "Les Étoiles", Monaco, La Mémoire et la mer, 2000
- Alma Matrix, collection "Les Étoiles", Monaco, La Mémoire et la mer, 2000
- Marie-Jeanne, collection "Les Étoiles", Monaco, La Mémoire et la mer, 2000
- Benoît Misère (Roman), Monaco, La Mémoire et la mer, 2001
- Lettres non postées, collection "Les Étoiles", Monaco, La Mémoire et la mer, 2006

## Discografia

### Álbuns de estúdio
- 1953: Paris canaille
- 1954: Chansons de Léo Ferré
- 1954: Le Piano du pauvre
- 1956: Le Guinche (Huit Chansons nouvelles)
- 1956: Poète... vos papiers !
- 1957: Les Fleurs du mal
- 1957: La Chanson du mal-aimé
- 1958: Encore... du Léo Ferré
- 1960: Paname
- 1961: Les Chansons d'Aragon
- 1962: La Langue française
- 1964: Ferré 64
- 1964: Verlaine et Rimbaud (2×LP)
- 1966: Léo Ferré 1916-19…
- 1967: Cette chanson (La Marseillaise)
- 1967: Léo Ferré chante Baudelaire (2×LP)
- 1969: L'Été 68
- 1969: Les Douze Premières Chansons de Léo Ferré

- 1970: Amour Anarchie (2×LP)
- 1971: La Solitude
- 1972: La Chanson du mal-aimé
- 1972: La Solitudine
- 1973: Il n'y a plus rien
- 1973: Et… basta !
- 1974: L'Espoir
- 1975: Ferré muet... dirige
- 1976: Je te donne
- 1977: La musica mi prende come l'amore
- 1977: La Frime
- 1979: Il est six heures ici et midi à New York
- 1980: La Violence et l'Ennui
- 1982: Ludwig-L'imaginaire-Le bateau ivre (3×LP)
- 1983: L'Opéra du pauvre (4×LP)
- 1985: Les Loubards
- 1986: On n'est pas sérieux quand on a dix-sept ans (2×LP)
- 1990: Les Vieux Copains
- 1991: Une saison en enfer

### Álbuns ao vivo
- 1955: Récital Léo Ferré à l'Olympia
- 1958: Léo Ferré à Bobino
- 1961: Récital Léo Ferré à l'Alhambra
- 1963: Flash ! Alhambra – A.B.C.
- 1969: Récital 1969 en public à Bobino (2×LP)
- 1973: Seul en scène (Olympia 1972) (2×LP)
- 1984: Léo Ferré au Théâtre des Champs-Élysées (3×LP)
- 1988: Léo Ferré en public au TLP Déjazet

### Lançamentos póstumos
- 1993: Alors, Léo... (ao vivo no TLP Déjazet 1990, 2xCD)
- 2000: Métamec (fitas demo de álbuns inéditos)
- 2000: Le Temps des roses rouges (canções de 1950)
- 2001: Sur la scène... (ao vivo em Lausanne  1973, 2×CD)
- 2001: Un chien à Montreux (live at Montreux 1973, EP)
- 2003: Les Chansons interdites… et autres (canções de 1961)
- 2004: De sac et de cordes (drama de rádio 1951)
- 2004: Maudits soient-ils ! (Fitas demo do álbum de Verlaine et Rimbaud, 2×CD)
- 2006: La Mauvaise Graine (sessões de rádio e entrevistas d 1959)
- 2008: Les Fleurs du mal (suite et fin) (fita demo de álbum inédito, 1976–77)
- 2018: Je parle à n'importe qui (fita demo de álbum inédito, 1977)

### Conjuntos em caixa, compilações e raridades
- 2013: L'Indigné (20xCD)
- 2018: La Vie moderne: intégrale 1944-1959 (14CD cobrindo os 15 primeiros anos do artista)
- 2020: L'Âge d'or: intégrale 1960-1967 (16CD cobrindo os próximos oito anos do artista)
- 2021: La Solitude: intégrale 1968-1974 (18CD cobrindo os próximos sete anos do artista)